# Chris Führich
Chris Führich (ur. 9 stycznia 1998 w Castrop-Rauxel) – niemiecki piłkarz, występujący na pozycji napastnika w niemieckim klubie VfB Stuttgart. Uczestnik Mistrzostw Europy 2024.
Wychowanek Schalke 04, w trakcie swojej kariery grał także w takich zespołach, jak 1. FC Köln, Borussia Dortmund II oraz Paderborn 07.